# 1987年全米オープン (テニス)
1987年 全米オープン（1987ねんぜんべいオープン、US Open 1987）は、アメリカ・ニューヨークマンハッタンにある「USTAナショナル・テニスセンター」にて、1987年9月1日から14日にかけて開催された。

## シード選手

### 男子シングルス
1. イワン・レンドル　（優勝、大会3連覇）
2. ステファン・エドベリ　（ベスト4）
3. マッツ・ビランデル　（準優勝）
4. ボリス・ベッカー　（4回戦）
5. ミロスラフ・メチージュ　（ベスト8）
6. ジミー・コナーズ　（ベスト4）
7. パット・キャッシュ　（1回戦）
8. ジョン・マッケンロー　（ベスト8）
9. アンドレス・ゴメス　（4回戦）
10. ヨアキム・ニーストロム　（2回戦）
11. アンリ・ルコント　（4回戦）
12. ティム・メイヨット　（2回戦）
13. ブラッド・ギルバート　（ベスト8）
14. エミリオ・サンチェス　（3回戦）
15. マルティン・ハイテ　（1回戦）
16. アンダース・ヤリード　（4回戦）

### 女子シングルス
1. シュテフィ・グラフ　（準優勝）
2. マルチナ・ナブラチロワ　（優勝、大会2連覇）
3. クリス・エバート　（ベスト8）
4. ハナ・マンドリコワ　（4回戦）
5. パム・シュライバー　（ベスト8）
6. ヘレナ・スコバ　（ベスト4）
7. ジーナ・ガリソン　（4回戦）
8. ガブリエラ・サバティーニ　（ベスト8）
9. クラウディア・コーデ＝キルシュ　（ベスト8）
10. マニュエラ・マレーバ　（4回戦）
11. ロリ・マクニール　（ベスト4）
12. ベッティーナ・バンジ　（4回戦）
13. シルビア・ハニカ　（4回戦）
14. カタリナ・リンドクイスト　（4回戦）
15. バーバラ・ポッター　（1回戦）
16. ウェンディ・ターンブル　（2回戦）

## 大会経過

### 男子シングルス
準々決勝
- イワン・レンドル vs.  ジョン・マッケンロー　6-3, 6-3, 6-4
- ジミー・コナーズ vs.  ブラッド・ギルバート　4-6, 6-3, 6-4, 6-0
- マッツ・ビランデル vs.  ミロスラフ・メチージュ　6-3, 6-7, 6-4, 7-6
- ステファン・エドベリ vs.  ラメシュ・クリシュナン　6-2, 6-2, 6-2

準決勝
- イワン・レンドル vs.  ジミー・コナーズ　6-4, 6-2, 6-2
- マッツ・ビランデル vs.  ステファン・エドベリ　6-4, 3-6, 6-3, 6-4

### 女子シングルス
準々決勝
- シュテフィ・グラフ vs.  パム・シュライバー　6-4, 6-3
- ロリ・マクニール vs.  クリス・エバート　3-6, 6-2, 6-4
- ヘレナ・スコバ vs.  クラウディア・コーデ＝キルシュ　6-1, 6-3
- マルチナ・ナブラチロワ vs.  ガブリエラ・サバティーニ　7-5, 6-3

準決勝
- シュテフィ・グラフ vs.  ロリ・マクニール　4-6, 6-2, 6-4
- マルチナ・ナブラチロワ vs.  ヘレナ・スコバ　6-2, 6-2

## 決勝戦の結果
- 男子シングルス： イワン・レンドル vs.  マッツ・ビランデル　6-7, 6-0, 7-6, 6-4
- 女子シングルス： マルチナ・ナブラチロワ vs.  シュテフィ・グラフ　7-6, 6-1
- 男子ダブルス： ステファン・エドベリ＆ アンダース・ヤリード vs.  ケン・フラック＆ ロバート・セグソ　7-6, 6-2, 4-6, 5-7, 7-6
- 女子ダブルス： マルチナ・ナブラチロワ＆ パム・シュライバー vs.  キャシー・ジョーダン＆ エリザベス・スマイリー　5-7, 6-4, 6-2
- 混合ダブルス： エミリオ・サンチェス＆ マルチナ・ナブラチロワ vs.  ポール・アナコーン＆ ベッツィ・ナゲルセン　6-4, 6-7, 7-6

## みどころ
- 女子シングルス決勝は、全仏オープン・ウィンブルドンに続いてマルチナ・ナブラチロワとシュテフィ・グラフの対決になった。全仏オープンではグラフが勝ったが、ウィンブルドンと全米オープンではナブラチロワが2連勝。ナブラチロワの4大大会女子シングルス優勝記録は「17勝」（全豪オープン3勝＋全仏オープン2勝＋ウィンブルドン8勝＋全米オープン4勝＝総計17勝）となり、ライバルのクリス・エバートの「18勝」まで“あと1”に迫った。ナブラチロワはこの大会で、女子シングルス・女子ダブルス・混合ダブルスの3部門すべてを制覇する「ハットトリック」を達成した。グラフは8月16日に世界ランキング1位の座についたが、初めての第1シードでは優勝できなかった。
- 女子シングルス準々決勝で、第3シードのクリス・エバートがロリ・マクニールに 6-3, 2-6, 4-6 で敗退。これでエバートは1987年度の4大大会で優勝できずに終わり、1974年から1986年まで「13年連続」で続けてきたグランドスラム連続優勝記録が止まった。